# Ricardo Risatti III
Ricardo Risatti III (Laboulaye, 27 de septiembre de 1986) es un piloto argentino de automovilismo de velocidad.
Desarrolló su carrera deportiva a nivel nacional e internacional, compitiendo en categorías de monoplazas como son la Fórmula 3 Sudamericana o la Fórmula 3 Española. En 2006 conquistaría su primer y único título a nivel internacional, al consagrarse campeón de la F3 Española. Compitió también en la Fórmula Renault 3.5 Series y alcanzaría a desarrollar seies carreras en la GP2 Series, antesala a la Fórmula 1, en 2007.
Tras su paso por el exterior, retornaría a su país natal, donde competiría en las cuatro categorías más importantes de automovilismo del país: El Turismo Carretera, el TC2000, el Top Race V6 y el Turismo Nacional. Fue piloto oficial del equipo Chevrolet Elaion de TC2000 y debutó en el Turismo Carretera al comando de un Dodge Cherokee.
Además de su carrera deportiva, es reconocido en el ambiente por ser integrante de una familia ligada a la práctica profesional del automovilismo, tradición inaugurada a fines de la década del 30 por su bisabuelo Ricardo Risatti I, quien ganara el Campeonato Argentino de Velocidad (antecesor del Turismo Carretera) en 1938. Su abuelo Jesús Ricardo Risatti continuaría con la tradición familiar luego de la muerte de Ricardo I, pasándole luego la posta a sus hijos Ricardo II y Gerardo. Ricardo Risatti III, pertenece a la cuarta generación de esta familia y continúa ligando a su apellido con la disciplina.

## Biografía deportiva
Risatti comenzó su carrera como piloto junior en el karting en 1998. Después de un período relativamente corto de tres temporadas, pasó a la fórmula en la clase B de la Fórmula 3 Sudamericana, con sede en Brasil. Compitió en sólo tres carreras en 2001, pero fue uno de los doce argentinos que compitieron en algún momento en el campeonato del año. Se trata de un número inusualmente alto, la temporada de 2002 aparecen sólo dos pilotos argentinos, entre ellos Risatti. En su primera temporada completa, Risatti se colocó cuarto en la clasificación de clase B.
Risatti se trasladó a Europa para competir en la temporada 2003 del Campeonato de España de F3, conduciendo varias veces para EV Racing y Elide Racing en diez de las trece carreras. Después de hacer el progreso anual con lugares undécimo, quinto y tercero en el campeonato, Risatti aseguró el título del año 2006 con TEC Auto.
En febrero de 2007, Risatti fue anunciado como piloto de GP2 Series con BCN Competición, pero esta posición fue tomada más tarde por Ho-Pin Tung. En lugar de ello compitió en las Fórmula Renault 3.5 Series con GD Racing. Risatti tuvo una segunda oportunidad para hacer su debut en GP2, cuando Pastor Maldonado se fracturó la clavícula durante los entrenamientos. Risatti compitió con Trident Racing en Estambul, Monza, y Spa. Durante este tiempo, Luiz Razia sustituye a Risatti en la Fórmula Renault 3.5 Series. 
En 2008, retornó a su país para ser partícipe del campeonato de TC2000 donde fue contratado por el equipo oficial Chevrolet Elaion. Ese año, tuvo la difícil misión de reemplazar al piloto estrella de la marca, Matías Rossi quien había emigrado a Renault luego de dos títulos con la marca del moño. Su estadía en la categoría duró poco ya que en 2009 Pro Racing se retiró del TC2000 y el nuevo representante de Chevrolet, el JP Racing, no lo tuvo en cuenta para la esa temporada. Fue esa la posibilidad de poder emigrar a otra categoría, recalando en el Turismo Carretera donde compititó con un Dodge Cherokee. Ese año tendría una única participación en el TC2000 como invitado del piloto Luis José Di Palma a bordo de un Ford Focus. En 2010 se desempeña en el TC, uniéndose al equipo Tango Competición donde cambió su Dodge por un Torino Cherokee, además de debutar en el Turismo Nacional a bordo de un Chevrolet Astra. En 2012, luego de varios años sin participar, retorna al TC2000 (ahora Súper TC2000), volviendo nuevamente a competir para un equipo oficial, al ser convocado por la escudería oficial Honda Petrobras Sportteam

## Resumen de carrera
| Temporada | Categoría                         | Equipo                          | Automóvi               | Carreras     | Victorias    | Podios       | Poles        | VR           | Puntos       | Pos.         |
| --------- | --------------------------------- | ------------------------------- | ---------------------- | ------------ | ------------ | ------------ | ------------ | ------------ | ------------ | ------------ |
| 2001      | Fórmula 3 Sudamericana - Light    | Sur Racing                      | Dallara-Mugen-Honda    | 3            | 0            | 0            | 0            | 0            | 0            | NC           |
| 2002      | Fórmula 3 Sudamericana            | Sur Racing                      | Dallara-Mugen-Honda    | 8            | 2            | 6            | 2            | 0            | 102          | 4.º          |
| 2003      | Fórmula 3 Española                | E.V. Racing-Elide Racing        | Dallara-Toyota         | 12           | 0            | 1            | 0            | 0            | 70           | 11.º         |
| 2004      | Fórmula 3 Española                | IGI Tec-Auto                    | Dallara-Toyota         | 14           | 0            | 1            | 0            | 0            | 50           | 5.º          |
| 2005      | Fórmula 3 Española                | Racing Engineering              | Dallara-Toyota         | 15           | 4            | 6            | 5            | 4            | 96           | 3.º          |
| 2006      | Fórmula 3 Española                | IGI Tec-Auto                    | Dallara-Toyota         | 16           | 5            | 7            | 3            | 7            | 117          | 1.º          |
| 2007      | Fórmula Renault 3.5 Series        | GD Racing                       | Dallara-Renault        | 9            | 0            | 0            | 0            | 0            | 0            | 35.º         |
| 2007      | GP2 Series                        | Trident Racing                  | Dallara-Renault        | 6            | 0            | 0            | 0            | 0            | 1            | 28.º         |
| 2008      | Turismo Competición 2000          | Chevrolet Elaion                | Chevrolet Astra        | 14           | 0            | 1            | 0            | 0            | 42           | 14.º         |
| 2008      | Turismo Competición 2000          | Midas Racing Team               | Mercedes-Benz C-203    | 8            | 0            | 0            | 0            | 1            | 16           | 33.º         |
| 2008      | Campeonato FIA GT1                | Phoenix Carsport                | Chevrolet Corvette C6R | 1            | 0            | 0            | 0            | 0            | 3            | 20.º         |
| 2009      | Turismo Carretera                 | Castellano Power Team           | Dodge Cherokee         | 13           | 0            | 0            | 0            | 0            | 42           | 34.º         |
| 2009      | TC2000                            | DP-1 Team                       | Ford Focus I           | 1            | 0            | 0            | 0            | 0            | 0            | NC           |
| 2010      | Turismo Carretera                 | Tango Competición               | Torino Cherokee        | 14           | 0            | 0            | 0            | 0            | 57.50        | 28.º         |
| 2010      | TC2000                            | Equipo Petrobras                | Honda New Civic        | 1            | 0            | 0            | 0            | 0            | 0            | NC           |
| 2010      | Clase 3 del Turismo Nacional      | Belloso Competición             | Chevrolet Astra        | 7            | 1            | 1            | 0            | 0            | 62           | 21.º         |
| 2010      | Campeonato FIA GT1                | All-Inkl.com Münnich Motorsport | Lamborghini Murciélago | 2            | 0            | 0            | 0            | 0            | 8            | 39.º         |
| 2011      | Turismo Carretera                 | Tango Competición               | Torino Cherokee        | 10           | 0            | 0            | 0            | 0            | 39           | 40.º         |
| 2011      | TC2000                            | Peugeot Cobra Team              | Peugeot 307            | 1            | 0            | 0            | 0            | 0            | 0            | NC           |
| 2011      | Top Race V6                       | Canapino Sport                  | Mercedes-Benz C-203    | 2            | 0            | 0            | 0            | 0            | 21           | 23.º         |
| 2011      | Campeonato FIA GT1                | Marc VDS Racing Team            | Matech Ford GT1        | 2            | 0            | 0            | 0            | 0            | 2            | 29.º         |
| 2012      | Turismo Carretera                 | UR Racing                       | Dodge Cherokee         | 1            | 0            | 0            | 0            | 0            | 23           | 44.º         |
| 2012      | Turismo Carretera                 | Di Meglio Motorsport            | Ford Falcon            | 3            | 0            | 0            | 0            | 0            | 23           | 44.º         |
| 2012      | Turismo Carretera                 | Di Meglio Motorsport            | Dodge Cherokee         | 3            | 0            | 0            | 0            | 0            | 23           | 44.º         |
| 2012      | Súper TC2000                      | Honda Petrobras                 | Honda Civic IX         | 12           | 1            | 1            | 0            | 1            | 71           | 14.º         |
| 2012      | Clase 3 del Turismo Nacional      | Giacone Competición             | Honda New Civic        | 3            | 0            | 0            | 0            | 0            | 8            | 48.º         |
| 2012      | Clase 3 del Turismo Nacional      | DG Motorsport                   | Citroën C4             | 2            | 0            | 0            | 0            | 0            | 8            | 48.º         |
| 2013      | Turismo Carretera                 | Di Meglio Motorsport            | Dodge Cherokee         | 14           | 0            | 0            | 0            | 0            | 207          | 29.º         |
| 2013      | Turismo Carretera                 | Las Toscas Racing               | Dodge Cherokee         | 15           | 0            | 0            | 0            | 0            | 207          | 29.º         |
| 2013      | Súper TC2000                      | Equipo Honda Petrobras          | Honda Civic IX         | 11           | 0            | 0            | 0            | 0            | 52           | 16.º         |
| 2013      | Torneo de Invitados del TC Mouras | Di Meglio Motorsport            | Dodge Cherokee         | 2            | 0            | 0            | 0            | 0            | 26.50        | 15.º         |
| 2014      | Turismo Carretera                 | Argentina Racing                | Torino Cherokee        | 3            | 0            | 0            | 0            | 0            | 36.50        | 46.º         |
| 2014      | Súper TC2000                      | Renault Lo Jack Team            | Renault Fluence        | 1            | 0            | 0            | 0            | 0            | 0            | NC           |
| 2014      | Top Race V6                       | Midas Racing Team               | Volkswagen Passat CC   | 12           | 0            | 3            | 0            | 0            | 250          | 4.º          |
| 2015      | Top Race V6                       | Sprint Racing                   | Ford Mondeo III        | 18           | 1            | 3            | 0            | 2            | 179          | 3.º          |
| 2015      | Súper TC2000                      | Renault Sport                   | Renault Fluence        | 2            | 0            | 0            | 0            | 0            | 0            | 32.º         |
| 2016      | Top Race V6                       | Sprint Racing                   | Ford Mondeo III        | 17           | 1            | 3            | 1            | 2            | 91           | 6.º          |
| 2016      | TC2000                            | Litoral Group                   | Fiat Linea             | 1            | 0            | 0            | 0            | 0            | 0            | NC           |
| 2017      | Top Race V6                       | Lincoln Sport Group             | Mercedes-Benz C W204   | 15           | 1            | 4            | 0            | 2            | 130          | 5.º          |
| 2017      | TC2000                            | PSG-16 Team                     | Fiat Linea             | 2            | 0            | 0            | 0            | 0            | 0            | NC           |
| 2017      | Súper TC2000                      | Renault Sport                   | Renault Fluence        | 1            | 0            | 0            | 0            | 0            | 0            | NC           |
| 2018      | Top Race V6                       | Sportteam                       | Mercedes-Benz C W204   | 1            | 0            | 0            | 0            | 0            | 38           | 13.º         |
| 2018      | Top Race V6                       | Octanos Competición             | Fiat Tipo TRV6         | 10           | 1            | 1            | 0            | 1            | 38           | 13.º         |
| 2018      | TC2000                            | Equipo FDC                      | Citroën C4 II          | 2            | 0            | 1            | 0            | 0            | 0            | NC           |
| 2018      | Súper TC2000                      | Chevrolet YPF                   | Chevrolet Cruze II     | 1            | 0            | 0            | 0            | 0            | 0            | NC           |
| 2019      | Top Race V6                       | Octanos Competición             | Fiat Tipo TRV6         | 15           | 1            | 4            | 0            | 2            | 145          | 5.º          |
| 2019      | Súper TC2000                      | Honda Racing                    | Honda All New Civic    | 12           | 0            | 0            | 0            | 0            | 19           | 14.º         |
| 2020      | Top Race V6                       | Midas Carrera Team              | Toyota Camry XV70      | 8            | 0            | 2            | 0            | 0            | 68           | 7.º          |
| 2020      | Súper TC2000                      | Midas Carrera Team              | Toyota Corolla E210    | 18           | 0            | 2            | 0            | 0            | 47           | 9.º          |
| 2021      | Clase 3 del Turismo Nacional      | Chetta Racing                   | Honda All New Civic    | 2            | 0            | 0            | 0            | 0            | 9            | 39.º         |
| 2021      | Súper TC2000                      | Chevrolet YPF                   | Chevrolet Cruze II     | 3            | 0            | 1            | 0            | 0            | 0            | NC           |
| 2021      | TC Pick Up                        | Midas Carrera Team              | Toyota Hilux           | 3            | 0            | 0            | 0            | 0            | 73           | 26.º         |
| 2022      | Clase 3 del Turismo Nacional      | Martos Competición              | Toyota Corolla E210    | 12           | 0            | 0            | 0            | 0            | 105          | 19.º         |
| 2022      | TCR Sudamericano                  | Squadra Martino                 | Honda Civic Type-R     | 2            | 0            | 1            | 0            | 0            | 85           | 13.º         |
| 2022      | Súper TC2000                      | Equipo FDC                      | Citroën C4 II          | 2            | 0            | 0            | 0            | 0            | 0            | 24.º         |
| 2023      | Turismo Carretera                 | LRD Performance                 | Chevrolet Chevy        | 15           | 0            | 0            | 0            | 0            | 222.25       | 24.º         |
| 2024      | Turismo Carretera                 | LRD Performance                 | Chevrolet Camaro ZL1   | Disputándose | Disputándose | Disputándose | Disputándose | Disputándose | Disputándose | Disputándose |
| Fuente:   | [ 4 ]                             | [ 4 ]                           | [ 4 ]                  | [ 4 ]        | [ 4 ]        | [ 4 ]        | [ 4 ]        | [ 4 ]        | [ 4 ]        | [ 4 ]        |

## Resultados

### Fórmula Renault 3.5 Series
(Clave) (negrita indica pole position) (cursiva indica vuelta rápida)

| Año     | Escudería | 1         | 2        | 3        | 4        | 5       | 6        | 7        | 8        | 9         | 10    | 11    | 12    | 13    | 14    | 15    | 16    | 17    | Pos. | Puntos |
| ------- | --------- | --------- | -------- | -------- | -------- | ------- | -------- | -------- | -------- | --------- | ----- | ----- | ----- | ----- | ----- | ----- | ----- | ----- | ---- | ------ |
| 2007    | GR Racing | MNZ 1 Ret | MNZ 2 20 | NÜR 1 18 | NÜR 2 16 | MON Ret | HUN 1 19 | HUN 2 16 | SPA 1 18 | SPA 2 Ret | DON 1 | DON 2 | MAG 1 | MAG 2 | EST 1 | EST 2 | CAT 1 | CAT 2 | 35.º | 0      |
| Fuente: |           |           |          |          |          |         |          |          |          |           |       |       |       |       |       |       |       |       |      |        |

### GP2 Series
(Clave) (negrita indica pole position) (cursiva indica vuelta rápida puntuable)

| Año  | Escudería      | 1   | 1   | 2   | 2   | 3   | 3   | 4   | 4   | 5   | 5   | 6   | 6   | 7   | 7   | 8   | 8   | 9   | 9   | 10  | 10  | 11  | 11  | Pos. | Puntos | Ref.  |
| ---- | -------------- | --- | --- | --- | --- | --- | --- | --- | --- | --- | --- | --- | --- | --- | --- | --- | --- | --- | --- | --- | --- | --- | --- | ---- | ------ | ----- |
| 2007 | Trident Racing | SAK | SAK | BAR | BAR | MON | MON | MAG | MAG | SIL | SIL | NÜR | NÜR | BUD | BUD | EST | EST | MNZ | MNZ | SPA | SPA | VAL | VAL | 28.º | 1      | [ 5 ] |
| 2007 | Trident Racing |     |     |     |     |     |     |     |     |     |     |     |     |     |     | 16  | 10  | 8   | Ret | 20† | 18  |     |     | 28.º | 1      | [ 5 ] |

### Turismo Competición 2000
| Año  | Equipo             | Auto               | 1   | 2   | 3   | 4   | 5   | 6   | 7  | 8   | 9   | 10  | 11  | 12  | 13  | 14  | Res. | Puntos |
| ---- | ------------------ | ------------------ | --- | --- | --- | --- | --- | --- | -- | --- | --- | --- | --- | --- | --- | --- | ---- | ------ |
| 2008 |                    |                    | PAR | SAL | GR  | SFE | SJU | RES | AG | BA  | OBE | TRH | VIE | SMM | PDF | PDE | 14°  | 42     |
| 2008 | Chevrolet Elaion   | Chevrolet Astra II | 3   | Ret | Ret | Ret | Ret | 7   | 5  | 7   | Ret | 8   | Ret | 11  | 10  | Ret | 14°  | 42     |
| 2009 |                    |                    | AG  | GR  | OBE | SMM | TRH | RES | BA | CEN | SFE | SFE | SJU | SJU | PDF |     | -    | -      |
| 2009 | DP-1 Team          | Ford Focus I       |     |     |     |     | 20  |     |    |     |     |     |     |     |     |     | -    | -      |
| 2010 |                    |                    | PDE | SMM | GR  | AG  | RES | TRH | LR | SFE | SFE | CEN | OBE | BA  | PDF |     | -    | -      |
| 2010 | Equipo Petrobras   | Honda Civic VIII   |     |     |     |     |     |     |    |     |     |     |     | 8   |     |     | -    | -      |
| 2011 |                    |                    | GR  | SFE | SFE | SMM | SJU | RES | AG | TRH | LPL | TRE | JUN | PDF | PAR |     | -    | -      |
| 2011 | Peugeot Cobra Team | Peugeot 307        |     |     |     |     |     |     |    |     | Ret |     |     |     |     |     | -    | -      |

#### Copa Endurance Series
| Año  | Equipo    | Auto         | 1   | 2  | 3   | Res. | Puntos |
| ---- | --------- | ------------ | --- | -- | --- | ---- | ------ |
| 2009 |           |              | TRH | BA | PDF | -    | 0      |
| 2009 | DP-1 Team | Ford Focus I | 20  |    |     | -    | 0      |

### Campeonato FIA GT
(Clave) (negrita indica pole position) (cursiva indica vuelta rápida)

| Año     | Escudería               | Automóvil               | Clase | 1   | 2   | 3   | 4   | 5   | 6   | 7   | 8   | 9   | 10  | 11  | 12  | 13    | Pos. | Puntos |
| ------- | ----------------------- | ----------------------- | ----- | --- | --- | --- | --- | --- | --- | --- | --- | --- | --- | --- | --- | ----- | ---- | ------ |
| 2008    | Phoenix Carsport Racing | Chevrolet Corvette C6.R | GT1   | SIL | MNZ | ADR | OSC | SPA | SPA | SPA | BUC | BUC | BRN | NOG | ZOL | SAN 6 | 23.º | 3      |
| Fuente: |                         |                         |       |     |     |     |     |     |     |     |     |     |     |     |     |       |      |        |

### Campeonato Mundial de GT1 de la FIA
(Clave) (negrita indica pole position) (cursiva indica vuelta rápida)

| Año     | Escudería                       | Automóvil                         | 1      | 2      | 3      | 4      | 5      | 6      | 7      | 8      | 9      | 10     | 11     | 12     | 13     | 14     | 15     | 16     | 17     | 18     | 19         | 20       | Pos. | Puntos |
| ------- | ------------------------------- | --------------------------------- | ------ | ------ | ------ | ------ | ------ | ------ | ------ | ------ | ------ | ------ | ------ | ------ | ------ | ------ | ------ | ------ | ------ | ------ | ---------- | -------- | ---- | ------ |
| 2010    | All-Inkl.com Münnich Motorsport | Lamborghini Murciélago LP670 R-SV | ABU QR | ABU CR | SIL QR | SIL CR | BRN QR | BRN CR | PRI QR | PRI CR | SPA QR | SPA CR | NÜR QR | NÜR CR | ALG QR | ALG CR | NAV QR | NAV CR | INT QR | INT CR | SAN QR 14  | SAN CR 6 | 39.º | 8      |
| 2011    | Marc VDS Racing Team            | Ford GT1                          | ABU QR | ABU CR | ZOL QR | ZOL CR | ALG QR | ALG QR | SAC QR | SAC CR | SIL QR | SIL CR | NAV QR | NAV CR | PRI QR | PRI CR | ORD QR | ORD CR | BEI QR | BEI CR | SAN QR Ret | SAN CR 9 | 29.º | 2      |
| Fuente: |                                 |                                   |        |        |        |        |        |        |        |        |        |        |        |        |        |        |        |        |        |        |            |          |      |        |

### Súper TC2000
| Año  | Equipo                       | Auto               | 1    | 2    | 3     | 4     | 5    | 6    | 7     | 8     | 9      | 10     | 11    | 12    | 13    | 14    | 15    | 16  | 17   | 18   | 19    | 20    | 21    | 22   | Res. | Puntos  |
| ---- | ---------------------------- | ------------------ | ---- | ---- | ----- | ----- | ---- | ---- | ----- | ----- | ------ | ------ | ----- | ----- | ----- | ----- | ----- | --- | ---- | ---- | ----- | ----- | ----- | ---- | ---- | ------- |
| 2012 |                              |                    | AG   | BA   | ROS   | SJU   | GR   | OBE  | RAF   | SMM   | RC     | SFE    | SFE   | SAL   | PDF   |       |       |     |      |      |       |       |       |      | 14.º | 71      |
| 2012 | Honda Petrobras              | Honda Civic IX     | Ret  | 11   | 16†   | Ret   | Ret  | 15†  | 14    | 11    | 1      | 13     | Ret   | 9     | 6     |       |       |     |      |      |       |       |       |      | 14.º | 71      |
| 2013 |                              |                    | BA   | ROS  | SJU   | TOA   | AG   | TRH  | JUN   | SFE   | GR     | LP     | SMM   | PDF   |       |       |       |     |      |      |       |       |       |      | 16.º | 52      |
| 2013 | Equipo Honda Petrobras       | Honda Civic IX     | 6    | Ret  | 7     | NL    | Ret  | 10   | Ret   | Ret   | Ret    | 1R     | 7     | 5     |       |       |       |     |      |      |       |       |       |      | 16.º | 52      |
| 2014 |                              |                    | RAF  | VIE  | AG    | ROS   | TOA  | BA   | RES   | SFE   | SFE    | SJU    | TRH   | COD   | PDF   |       |       |     |      |      |       |       |       |      | -    | -       |
| 2014 | Renault Lo Jack Team         | Renault Fluence    |      |      |       |       |      | 16†  |       |       |        |        |       |       |       |       |       |     |      |      |       |       |       |      | -    | -       |
| 2015 |                              |                    | JUN  | ROS  | OBE   | TRH   | RAF  | SL I | SFE   | SFE   | TOA    | GR     | SMM   | AG    | SL II |       |       |     |      |      |       |       |       |      | -    | -       |
| 2015 | Team Peugeot Total Argentina | Peugeot 408 I      |      |      |       |       |      |      |       |       | 9      |        |       |       |       |       |       |     |      |      |       |       |       |      | -    | -       |
| 2015 | Renault Lo Jack Team         | Renault Fluence    |      |      |       |       |      |      |       |       |        |        |       | 9     | 12    |       |       |     |      |      |       |       |       |      | -    | -       |
| 2016 |                              |                    | TRE  | ROS  | SMM   | AG I  | TRH  | OBE  | BA    | SFE   | SFE    | TOA    | SJU   | GR    | GR    | AG II |       |     |      |      |       |       |       |      | -    | -       |
| 2016 | Toyota Team Argentina        | Toyota Corolla XI  |      |      |       |       |      |      | Ret   |       |        |        |       |       |       |       |       |     |      |      |       |       |       |      | -    | -       |
| 2017 |                              |                    | BA I | PDF  | SMM   | ROS   | ROS  | TRH  | RAF   | OBE   | SFE    | SFE    | BA II | SJU   | GR    | AG    |       |     |      |      |       |       |       |      | -    | -       |
| 2017 | Renault Sport                | Renault Fluence    |      |      |       |       |      |      |       |       |        |        | 14    |       |       |       |       |     |      |      |       |       |       |      | -    | -       |
| 2018 |                              |                    | BA I | ROS  | ROS   | SMM   | PDF  | RAF  | SJU   | OBE   | SFE    | SFE    | TRH   | SNI   | BA II | AG    |       |     |      |      |       |       |       |      | -    | -       |
| 2018 | Chevrolet YPF                | Chevrolet Cruze II |      |      |       |       |      |      |       |       |        |        |       |       | 4     |       |       |     |      |      |       |       |       |      | -    | -       |
| 2019 |                              |                    | AG   | GR   | VIL   | ROS   | PAR  | SAL  | SNI   | SJU   | SMM    | SMM    | BA    | RC    | CEN   |       |       |     |      |      |       |       |       |      | 14°  | 19      |
| 2019 | Honda Racing                 | Honda Civic X      | 12   | 10   | 6     | 9     | 5    | Ret  | Ret   | 9     | 12     | 16     | 11    | Ret   | 12    |       |       |     |      |      |       |       |       |      | 14°  | 19      |
| 2020 |                              |                    | BA I | BA I | BA II | BA II | AG I | AG I | AG II | AG II | BA III | BA III | BA IV | BA IV | RC    | RC    | PAR   | PAR | BA V | BA V | BA VI |       |       |      | 9.º  | 47 (49) |
| 2020 | Midas Carrera Racing         | Toyota Corolla XII | 10   | 5    | 10    | Ret   | 4    | 2    | 14†   | 3     | 13     | 9      | 7     | 8     | 7     | Ex.   | Ret   | 12† | 15   | 7    | 14    |       |       |      | 9.º  | 47 (49) |
| 2021 |                              |                    | BA I | BA I | BA II | BA II | AG   | AG   | SNI   | SNI   | BA III | BA III | PAR   | PAR   | TOA   | TOA   | BA IV | VIL | VIL  | ROS  | ROS   | AG II | AG II | BA V | -    | 0       |
| 2021 | Chevrolet YPF                | Chevrolet Cruze II |      |      |       |       |      |      |       |       | 13     | 16     |       |       |       |       | 2     |     |      |      |       |       |       |      | -    | 0       |

### TC2000
| Año  | Equipo                        | Auto          | 1    | 2    | 3     | 4     | 5    | 6    | 7     | 8     | 9  | 10 | 11    | 12   | 13    | 14     | 15     | 16     | 17    | 18    | 19  | 20     | 21  | 22  | 23  | Res. | Puntos |
| ---- | ----------------------------- | ------------- | ---- | ---- | ----- | ----- | ---- | ---- | ----- | ----- | -- | -- | ----- | ---- | ----- | ------ | ------ | ------ | ----- | ----- | --- | ------ | --- | --- | --- | ---- | ------ |
| 2016 |                               |               | SMM  | SMM  | CON I | CON I | BA I | BA I | SJO   | SJO   | LP | LP | CDU   | CDU  | BA II | BA II  | CON II | CON II | RAF   | RAF   | AG  | RC     | RC  | PAR | PAR | -    | -      |
| 2016 | Litoral Group                 | Fiat Linea    |      |      |       |       |      |      |       |       |    |    |       |      |       |        |        |        |       |       | Ret |        |     |     |     | -    | -      |
| 2017 |                               |               | AG I | AG I | BA I  | BA I  | CDU  | CDU  | PAR I | PAR I | RC | RC | BA II | SL   | SL    | PAR II | PAR II | AG II  | SMM   | CON   | CON | BA III |     |     |     | -    | -      |
| 2017 | PSG-16 Team                   | Fiat Linea    |      |      |       |       |      |      |       |       |    |    | Ret   |      |       |        |        | 9      |       |       |     |        |     |     |     | -    | -      |
| 2018 |                               |               | AG I | AG I | CDU   | CDU   | CON  | CON  | RC    | RC    | BA | LP | LP    | SL I | SL I  | AG II  | SMM    | SMM    | SL II | SL II | ROS | ROS    | PAR | PAR |     | -    | -      |
| 2018 | Citroën Total Racing Team PSG | Citroën C4 II |      |      |       |       |      |      |       |       | 9  |    |       |      |       | 2      |        |        |       |       |     |        |     |     |     | -    | -      |

### TCR South America
| Año  | Equipo          | Auto                         | 1   | 2   | 3   | 4   | 5   | 6   | 7   | 8   | 9   | 10  | 11 | 12 | 13  | 14  | Pos. | Pts. |
| ---- | --------------- | ---------------------------- | --- | --- | --- | --- | --- | --- | --- | --- | --- | --- | -- | -- | --- | --- | ---- | ---- |
| 2022 |                 |                              | VEL | VEL | INT | GOI | GOI | RIV | RIV | EPI | EPI | TRH | BA | BA | VIL | VIL | 13.º | 85   |
| 2022 | Squadra Martino | Honda Civic Type-R TCR (FK7) |     |     | 3   |     |     |     |     |     |     | 11  |    |    |     |     | 13.º | 85   |

## Palmarés
| Título  | Categoría          | Automóvil      | Año  |
| ------- | ------------------ | -------------- | ---- |
| Campeón | Fórmula 3 Española | Dallara-Toyota | 2006 |